# Жабоч
Жабоч (укр. Жабоч) — село на Украине, находится в Малинском районе Житомирской области.
Код КОАТУУ — 1823483602. Население по переписи 2001 года составляет 47 человек. Почтовый индекс — 11656. Телефонный код — 4133. Занимает площадь 0,399 км².

## Местный совет
Село Жабоч входит в состав Ивановского сельского совета.
Адрес местного совета: 11600, Житомирская область, Малинский р-н, с. Ивановка, ул. Мищенко, 1.